# Selección de voleibol de Bolivia
La selección masculina de voleibol de Bolivia es el equipo representativo del país en las competiciones oficiales de voleibol. Su organización está a cargo de la Federación Boliviana de Voleibol.  Participa en los torneos organizados por la Confederación Sudamericana de Voleibol, así como en los de la Federación Internacional de Voleibol.
En el 2005 y 2009 obtuvo las medallas de bronce en los Juegos Bolivarianos, consideradas como el logro más importante para el seleccionado.
En el 2019 participó en el Campeonato Sudamericano de Voleibol, luego de haber jugado el torneo por última vez en 1999 en Argentina.

## Resultados

### Campeonato Sudamericano de Voleibol Masculino[3]
- 1971: 8°
- 1977: 6°
- 1995: 6°
- 1999: 9°
- 2019: 6°

## Palmarés
- Juegos Bolivarianos:
  - Medalla de bronce: 2005
  - Medalla de bronce: 2009